# Sélection naturelle (album)
 (février 2022).
Si vous disposez d'ouvrages ou d'articles de référence ou si vous connaissez des sites web de qualité traitant du thème abordé ici, merci de compléter l'article en donnant les références utiles à sa vérifiabilité et en les liant à la section « Notes et références ».
Pour les articles homonymes, voir sélection naturelle (homonymie).
Albums de Nessbeal
NE2S
(2010) Zonard des étoiles
(2022)
Singles
1. L'histoire d'un mec qui coule
Sortie : 16 août 2011
2. Force et honneur
Sortie : 6 octobre 2011
3. Gunshot
Sortie : 14 octobre 2011

Sélection naturelle est le quatrième album solo du rappeur français Nessbeal, prévue pour le 21 novembre 2011.
L'histoire d'un mec qui coule, premier extrait de l'album, a été dévoilé le jour du 33e anniversaire du rappeur, c'est-à-dire le 16 août 2011. Le titre est produit par Gee Futuristic et le clip, réalisé par Chris Macari.

## Contexte
L'album a été conçu en 3 mois pendant l'été 2011. Nessbeal expliquera dans une interview pour Canal Street, qu'il préparait une opération "Tempête du désert" avec son producteur, Skread. Cette opération consiste à sortir trois albums consécutifs : celui d'Orelsan en septembre, celui de Nessbeal en novembre et en dernier, le premier album de la chanteuse Isleym, protégée du rappeur du Val-de-Marne. Les trois albums seraient, de ce fait, majoritairement produits par Skread.
Dans cette même interview, le rappeur a dévoilé l'origine du titre de son quatrième album, expliquant :

« [J'ai appelé l'album] Sélection naturelle pour l'époque où on vit [...] c'est une époque apocalyptique où l'homme est devenu pire que l'animal. Je suis un fan de National Geographic, j'aime bien les reportages sur les animaux, regarder comment une fourmilière se développe, ou, par exemple, quand [la femelle] crocodile accouche de 6 [petits] et qu'il y en a que deux qui arrivent à survivre. [...] Après, c'est juste pour dire qu'il faut survire dans la sélection naturelle, je suis un jeune lionceau et je me dois de survivre dans cette jungle urbaine. »

— Nessbeal

## Réception

### Performance commerciale
L'album s'étant écoulé à seulement 4120 exemplaires la première semaine malgré une promotion qui avait été importante, Nessbeal aurait décidé d'arrêter le rap. Il n'a arrêté cependant que 3 ans, car il a repris le Rap en 2015 avec la sortie d'un nouveau morceau "Jeune vétéran".

## Liste des pistes
La liste des titres a été annoncée le 2 novembre 2011 sur le Facebook officiel de l'artiste.
| No  | Titre                                                         | Producteur(s)         | Durée |
| --- | ------------------------------------------------------------- | --------------------- | ----- |
| 1.  | L'histoire d'un mec qui coule                                 | Gee Futuristic        | 3:21  |
| 2.  | Force et honneur                                              | Trak Invaders         | 3:31  |
| 3.  | Ginger Wine (featuring Debrouya)                              | Koudjo                | 3:39  |
| 4.  | Gunshot                                                       | DJ Bellek, Fred Savio | 5:09  |
| 5.  | J'suis un salaud                                              | Skread                | 3:11  |
| 6.  | Thon à la Catalane (featuring Selim du 94)                    | Shuko                 | 3:48  |
| 7.  | Zbeule                                                        | Trak Invaders         | 3:49  |
| 8.  | La Nébuleuse des aigles (featuring Isleym)                    | Skread                | 3:20  |
| 9.  | Drapeau blanc (featuring Soprano)                             | DJ Bellek, Fred Savio | 4:29  |
| 10. | Soldat                                                        | Skread                | 4:11  |
| 11. | Là où les vents nous mènent (featuring La Fouine, Mister You) | Trak Invaders         | 3:55  |
| 12. | Nabil (featuring Mélissa Nkonda)                              | DJ Bellek, Fred Savio | 4:48  |
| 13. | La Naissance du mal                                           | Skread                | 3:10  |
| 14. | Sélection naturelle                                           | Skread                | 4:16  |

## Clips vidéo
- L'histoire d'un mec qui coule, réalisée par Chris Macari[2], publiée officiellement le 24 août 2011 sur VEVO[3]
- Gunshot, réalisée par Chris Macari. Le clip vidéo a été publié le 14 octobre 2011[4]
- Force et honneur, réalisée par l'équipe TousDK, publiée le 4 novembre 2011[5]
- Ginger Wine, réalisée par Chris Macari. Le clip vidéo a été publié le 23 novembre 2011
- La Nébuleuse des Aigles.